# Sears Holdings
Sears Holdings Corporation är ett amerikanskt holdingbolag som äger de multinationella detaljhandelskedjorna Kmart och Sears.
Holdingbolaget grundades 24 mars 2005 när Kmart Holding Corporation fusionerades med konkurrenten Sears, Roebuck and Co och det nya kombinerade företaget fick det nuvarande namnet. Fyra dagar senare blev man listad på Nasdaq. Den 15 oktober 2018 ansökte Sears Holdings officiellt om konkursskydd och samtidigt meddelades det att 142 butiker, 63 Kmart-butiker och 79 Sears-butiker, skulle stängas omedelbart för att få bukt på de mest akuta skulderna de hade. Deras styrelseordförande och VD Eddie Lampert meddelade att han avgår som VD för holdingbolaget och styrelsen hade utsett finansdirektören Robert A. Riecker, CDO Leena Munjal och Greg Ladley, president för kläder och skor, att leda Sears Holdings som ett team under företagsrekonstruktionen. Den 24 oktober blev man avlistad från Nasdaq.
För 2017 hade de en omsättning på omkring $16,7 miljarder och en personalstyrka på 89 000 anställda. De har sitt huvudkontor i Hoffman Estates i Illinois.